# Henryk Cieszkowski (malarz)
Henryk Cieszkowski (ur. w 1835 w Płocku, zm. w 1895 w Rzymie) – polski malarz, pejzażysta.

## Życiorys
Gimnazjum ukończył w Lublinie, w latach 1848–1856 studiował w warszawskiej Szkole Sztuk Pięknych pod kierunkiem słynnego mistrza pejzażu, kierownika katedry malarstwa pejzażowego Chrystiana Breslauera.
W wieku 23 lat (1858) uzyskał stypendium rządowe i wyjechał do Rzymu, gdzie zamieszkał na stałe. Od 1860 artysta wielokrotnie wysyłał swe prace na wystawy w kraju – do Warszawy (Towarzystwo Zachęty Sztuk Pięknych, Salon Krywulta) i Krakowa (Towarzystwo Przyjaciół Sztuk Pięknych).

Jego przyjacielem w Rzymie był malarz Henryk Siemiradzki, który w 1872 przyjechał do Włoch z Monachium. Życie i twórczość Henryka Cieszkowskiego w Rzymie opisywała między innymi Katarzyna Wrzesińska w pracy Polscy artyści w Rzymie 1872-1902: 

Współcześni Cieszkowskiemu oceniali go jako jednego z sympatyczniejszych kompanów. Zawsze pozostawał wierny gronu rodaków i prawie codziennie, pomimo wytężonej pracy, znajdował czas na wspólne dyskusje w swojej pracowni bądź w Cafe Greco, czy u Siemiradzkich. Był więc lubiany i poważany przez przyjaciół (...) Poza wieczornymi spotkaniami prowadził w zasadzie bardzo ascetyczny tryb życia, pochłonięty był swoją twórczością. Prócz sztuki, której się całkowicie oddał, wszystko inne (...) tak głęboko na dnie duszy spoczywało, że nie łatwo je było stamtąd wydobyć. Zmarł w 1895 r. pozostawiając w swej pracowni kilkanaście obrazów i szkiców. Spuścizną po nim zajęli się przyjaciele – Siemiradzki i rzeźbiarz Teodor Rygier – odsyłając prace Cieszkowskiego Warszawskiemu Towarzystwu Sztuk Pięknych, by zajęło się ich sprzedażą. Uzyskane pieniądze miały uzupełnić fundusz przeznaczony na zakup miejsca na grób, Cieszkowskiego. Tymczasowo pochowano go bowiem we wspólnej mogile.

## Malarstwo
Malował przede wszystkim pejzaże przedstawiające Rzym i okolice, głównie rzymską Kampanię. Obrazy sygnowane są podpisem „H. Cieszkowski Roma”.
Malarstwo Cieszkowskiego chętnie kupowano w XIX wieku we Włoszech, a także w Anglii i Stanach Zjednoczonych. Obrazy Henryka Cieszkowskiego znajdują się, między innymi w zbiorach Muzeum Narodowego w Warszawie, w Krakowie i Poznaniu. W latach 2000–2010 na rynku aukcyjnym pojawiło się zaledwie kilka dzieł artysty między innymi w domu aukcyjnym Christie’s w Wielkiej Brytanii, w Szwecji i Polsce.

## Wybrane dzieła

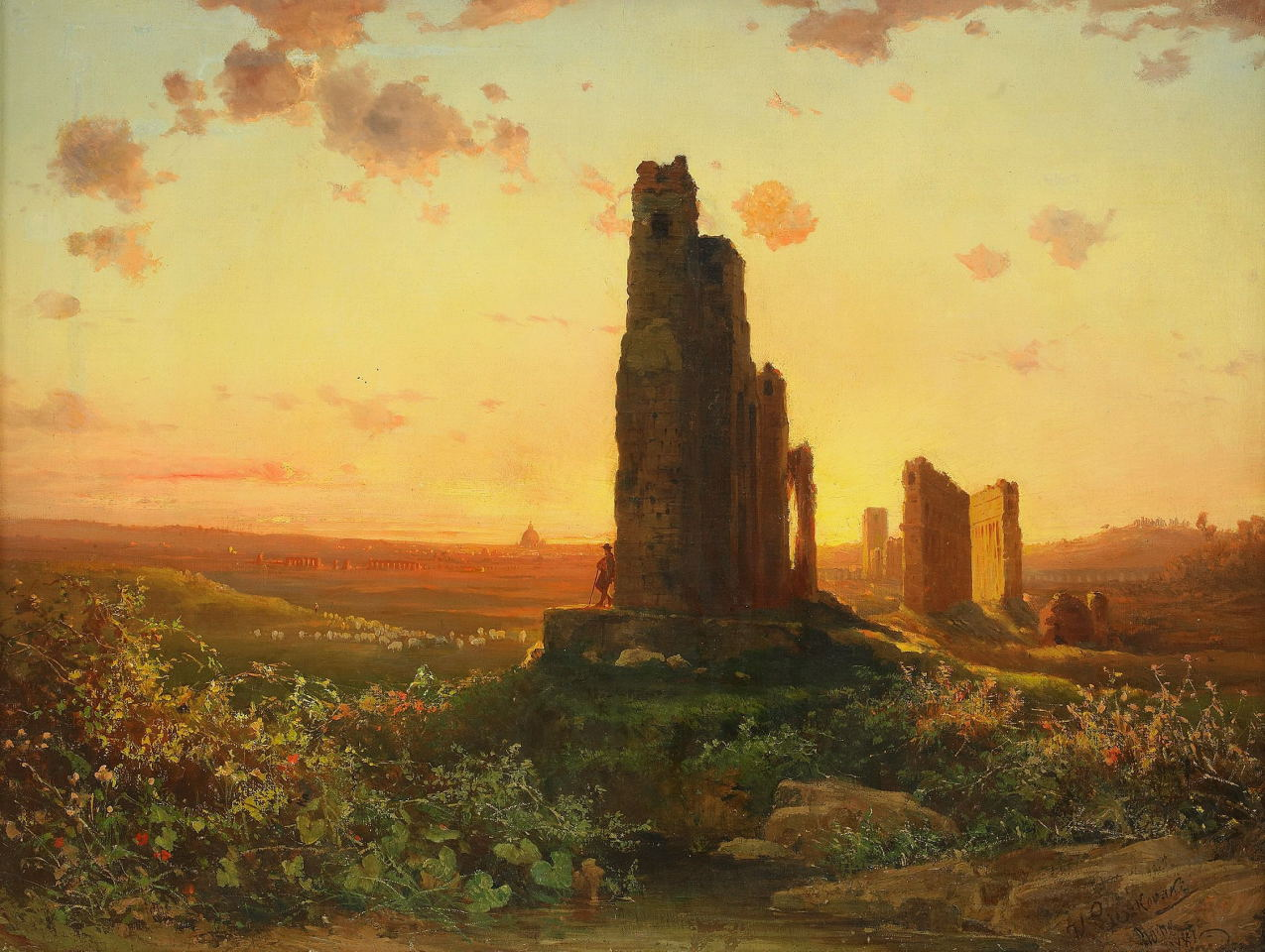
Widok na Rzym
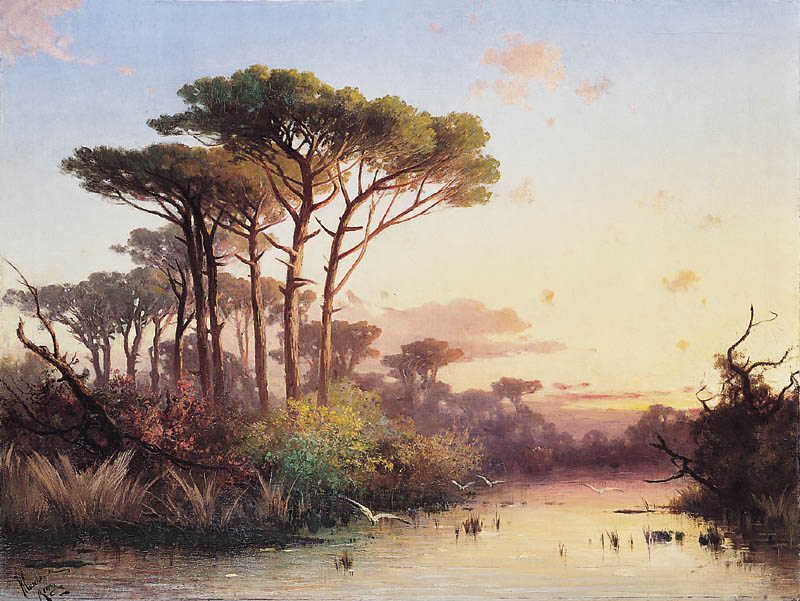
Pinie nad wodą
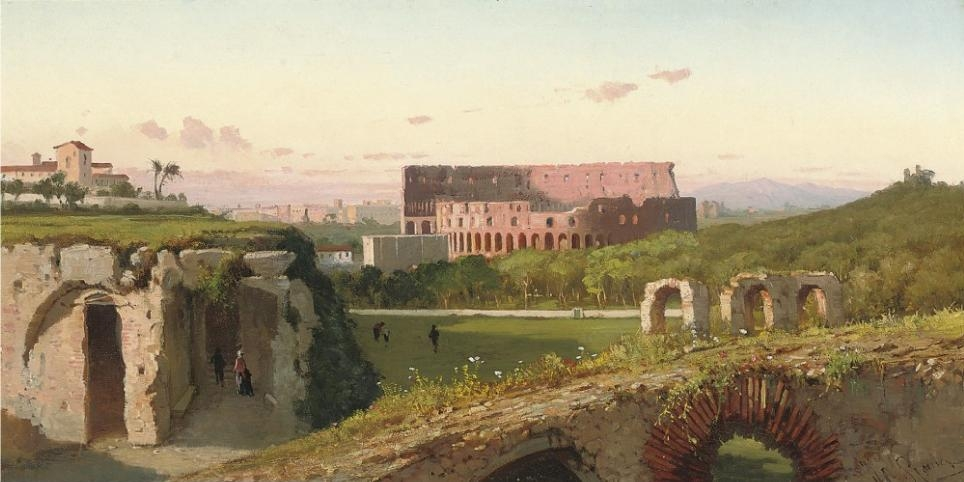
Widok na Colosseum
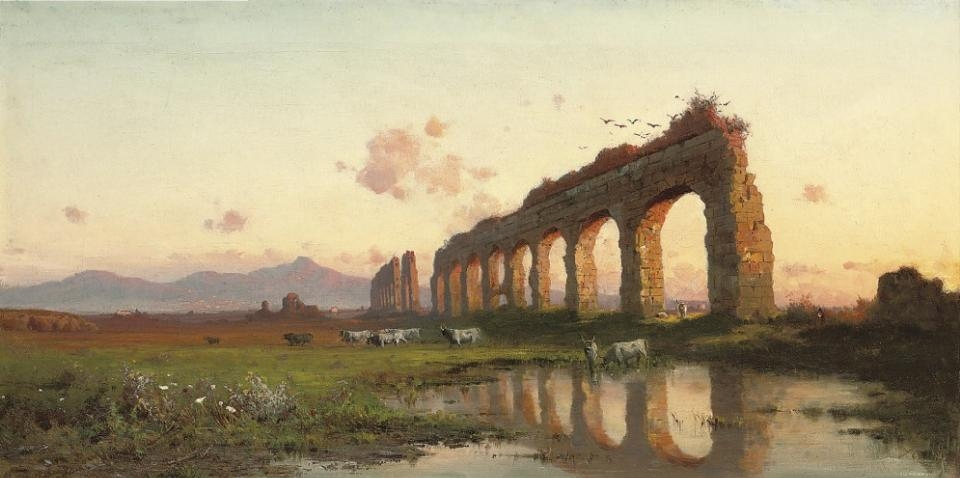
Pejzaż włoski z ruinami
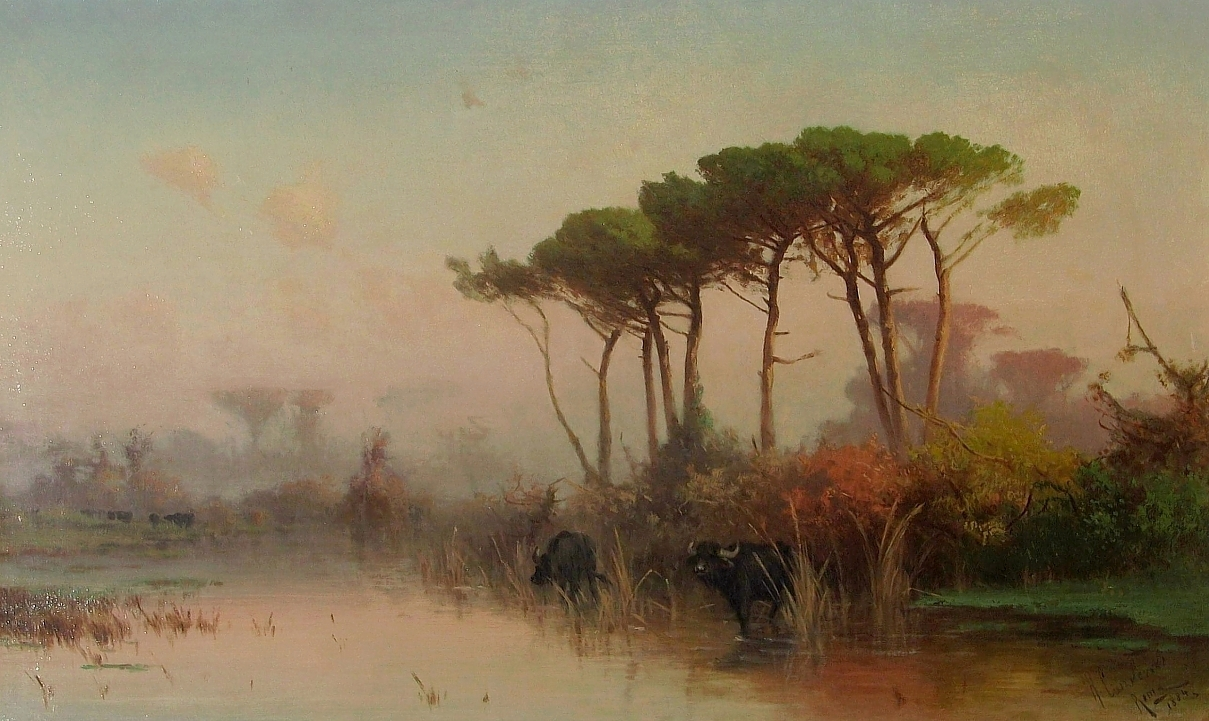
Pejzaż z piniami
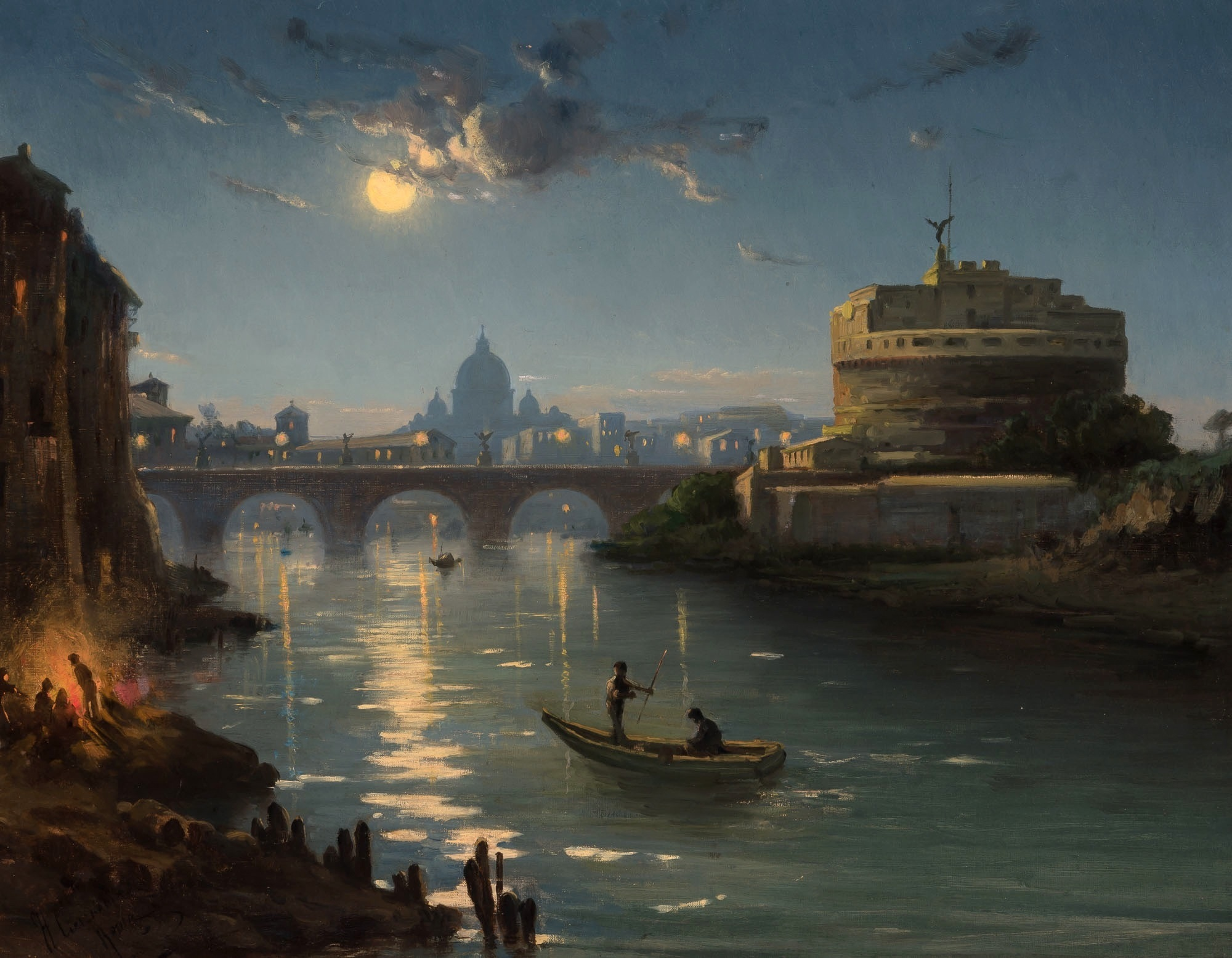
Widok Rzymu nocą